# Tour della nazionale maschile di rugby a 15 dell'Argentina 1999
Tra il 1996 e il 1999, i Pumas, ossia la nazionale di rugby dell'Argentina, si recano più volte in Tour per prepararsi ai mondiali del 1999.
L'ultimo tour in Europa avviene pochi mesi prima del torneo, che sarà la consacrazione di una squadra capace di eliminare l'Irlanda e raggiungere i quarti di finale, sfiorando le semifinali.

## Risultati

### Itest match
| Arbitro: | Joël Dumé |

|                                       |      |                                  |
| Walton 50’ Metcalfe 78’ A. Tait 80+2’ | mt   | 18’ Albanese 41’, 44’ Bartolucci |
| Logan 78’, 80+2’                      | tr   | 41’, 44’ Quesada                 |
| Logan 35’                             | c.p. | 2’, 7’, 76’ Quesada              |
|                                       | drop | 8’ Quesada                       |

| Arbitro: | Derek Bevan |

|                               |      |                            |
| Wood 28’ Mostyn 39’, 43’, 53’ | mt   | 63’ Scelzo 70’, 73’ Pichot |
|                               | tr   | 63’, 70’, 73’ Quesada      |
| Humphreys 3’, 6’, 22’, 35’    | c.p. | 16’ Quesada                |

### Gli altri incontri
| Arbitro: | Brian Campsall |

|                                            |      |                                       |
| Puntney 56’                                | mt   | 32’ Gonzalo Longo                     |
| Chalmers 56’                               | tr   | 32’ J. Cilley                         |
| Chalmers 13’, 32’, 39’, 48’, 71’ Logan 80’ | c.p. | 4’, 11’, 52’, 59’, 74’, 76’ J. Cilley |

| Arbitro: | Robert Davies |

|                                   |      |                                                                            |
| Coyle 36’ McKenna 45’ Everitt 62’ | mt   | 8’, 48’ F. Contepomi 14’ Jurado 40+1’, 53’ Camardón 58’ Orengo 70’ Corleto |
| Everitt 36’, 45’                  | tr   | 8’, 40+1’, 53’, 58’, 70’ F. Contempomi                                     |
| Everitt 18’                       | c.p. | 77’ F. Contepomi                                                           |
|                                   | drop | 34’ J. Fernández Miranda                                                   |